# Langues au Royaume-Uni
Au Royaume-Uni de Grande-Bretagne et d'Irlande du Nord, l'anglais est la langue officielle de facto, parlée par la grande majorité de la population.
En Angleterre et au pays de Galles, l'anglais est la langue principale de 92 % de la population.

## Langues présentes
Ainsi que le standard, l'anglais au Royaume-Uni possède quelques variantes locales :
- le cockney (de Londres)
- le geordie (de Newcastle-upon-Tyne)
- le scouse (de Liverpool)
- l'anglais du Nord
- l'anglais des Midlands de l'Est
- l'anglais des Midlands de l'Ouest
- l'anglais d'Est-Anglie
- l'anglais du Sud
- l'anglais du Sud-Ouest
- l'anglais du pays de Galles
- le scots (mais voyez au-dessous)

Outre l'anglais, le Royaume-Uni reconnaît localement les langues suivantes :
- En Angleterre :
  - Le cornique, (Kernewek / Kernowek), une langue celtique brittonique disparue au XVIIIe siècle et que des passionnés tentent de faire revivre dans certaines régions du comté des Cornouailles (557 ayant déclaré l'avoir comme langue principale lors du recensement de 2011[3]). C'est, depuis 2002, la seule langue régionale reconnue en Angleterre. Sa syntaxe et sa phonétique sont relativement proches de celles du breton, au point que les pêcheurs cornouaillais et bretons pouvaient se comprendre en pêchant sur la Manche il y a quelques siècles.
- En Écosse :
  - Le gaélique écossais, (Gàidhlig), une langue celtique gaélique. Langue officielle d'Écosse depuis 2005, "à respect égal" avec l'anglais.
  - Le scots, (the Scots Leid), une Langue germanique occidentale. Très proche de l'anglais, et considéré par quelques personnes comme une variante de l'anglais.
- En Irlande du Nord :
  - Le gaélique irlandais (Gaeilge), une langue celtique gaélique. Différent, quoique proche parent, du gaélique écossais. Par ailleurs, c'est également la première langue officielle de la république d'Irlande, où l'anglais n'est, constitutionnellement, qu'une langue auxiliaire...
  - Le scots d'Ulster, (Ulstèr-Scotch). Variété du scots d'Écosse.
- Au pays de Galles :
  - Le gallois, (Cymraeg), une langue celtique brittonique, est la langue maternelle de plus de 20 % de la population galloise. Son enseignement est obligatoire à l'école. Elle est la seule langue avec le statut « officiel » au Royaume-Uni, dans son pays individuel.

- Bien que n'appartenant pas au Royaume-Uni, ces dépendances de la Couronne peuvent être citées ici :
  - Le jersiais (ou normand de Jersey) et le guernesiais (ou normand de Guernesey) survivent en tant que langues régionales dans les Îles Anglo-Normandes, où le français conserve un rôle officiel, notamment dans le domaine juridique.
  - Le mannois (ou manxois), (Gaelg, Yn Ghaelg), une langue celtique gaélique, est langue officielle, bien que peu pratiquée sur l'Île de Man.

- Les dépendances d'outre-mer du Royaume-Uni peuvent être citées ici aussi :
  - Le llanito (ou yanito), une variante de l'espagnol andalou avec quelques mots anglais, parlé à Gibraltar.
  - Le pitcairnais, une langue créole dérivée de l'anglais et du tahitien, parlé aux Îles Pitcairn.
  - L'anglais des Bermudes.
  - L'anglais des Îles Falkland.
  - La langue créole des Îles Caïmans.
  - La langue créole des Îles Turks-et-Caïcos.

## Statistiques

### Angleterre et pays de Galles
L'anglais est la plus importante langue principale en Angleterre et au pays de Galles selon le recensement de 2011 avec 92,3 % des habitants âgés de trois ans et plus (soit 49,8 millions habitants), les autres langues représentant 7,7 % soit 4,2 millions d'habitants, la 2e langue du pays étant le polonais avec 1,0 % (546 000 habitants). Londres est quant à elle la ville accueillant la plus importante proportion d'habitants ayant une autre langue principale que l'anglais avec 22,1 %. Selon le recensement de 2011, 98,4 % des habitants d'Angleterre et du pays de Galles rapportent maitriser l'anglais, tandis que 1,3 % rapportent ne pas bien le maitriser et 0,3 % ne pas le maitriser du tout.
Le français est quant à lui la 8e langue principale avec 0,3 % (147 000 habitants).
Un recensement réalisé en 2011 comptait 3,1 millions de résidents au pays de Galles, mais 25 % des résidents n'étaient pas gallois. 73 % signalaient qu'ils n'avaient pas de compétences linguistiques galloises. Des résidents qui avaient plus de 3 ans, 19 % signalaient qu'ils savaient parler gallois et 77 % d'entre eux savaient parler, lire et écrire la langue.

### Sur Internet
| # | Langue  | Pourcentage |
| - | ------- | ----------- |
| 1 | Anglais | \| \| 94 \| |
|   | 94      |             |

| # | Langue  | Pourcentage |
| - | ------- | ----------- |
| 1 | Anglais | \| \| 96 \| |
|   | 96      |             |

| # | Langue  | Pourcentage |
| - | ------- | ----------- |
| 1 | Anglais | \| \| 99 \| |
|   | 99      |             |

| # | Langue  | Pourcentage |
| - | ------- | ----------- |
| 1 | Anglais | \| \| 92 \| |
|   | 92      |             |

| # | Langue  |
| - | ------- |
| 1 | Anglais |